# Cossypha niveicapilla
Pisco-de-coroa-nivosa ou cossifa-de-coroa-nevada (Cossypha niveicapilla) é uma espécie de ave da família Muscicapidae.
Pode ser encontrada nos seguintes países: Angola, Benin, Burkina Faso, Burundi, Camarões, República Centro-Africana, Chade, República do Congo, República Democrática do Congo, Costa do Marfim, Etiópia, Gabão, Gâmbia, Gana, Guiné, Guiné-Bissau, Quénia, Libéria, Mali, Mauritânia, Níger, Nigéria, Ruanda, Senegal, Serra Leoa, Sudão, Tanzânia, Togo e Uganda.
Os seus habitats naturais são: florestas secas tropicais ou subtropicais , florestas subtropicais ou tropicais húmidas de baixa altitude e savanas húmidas.